# Marcus Rediker

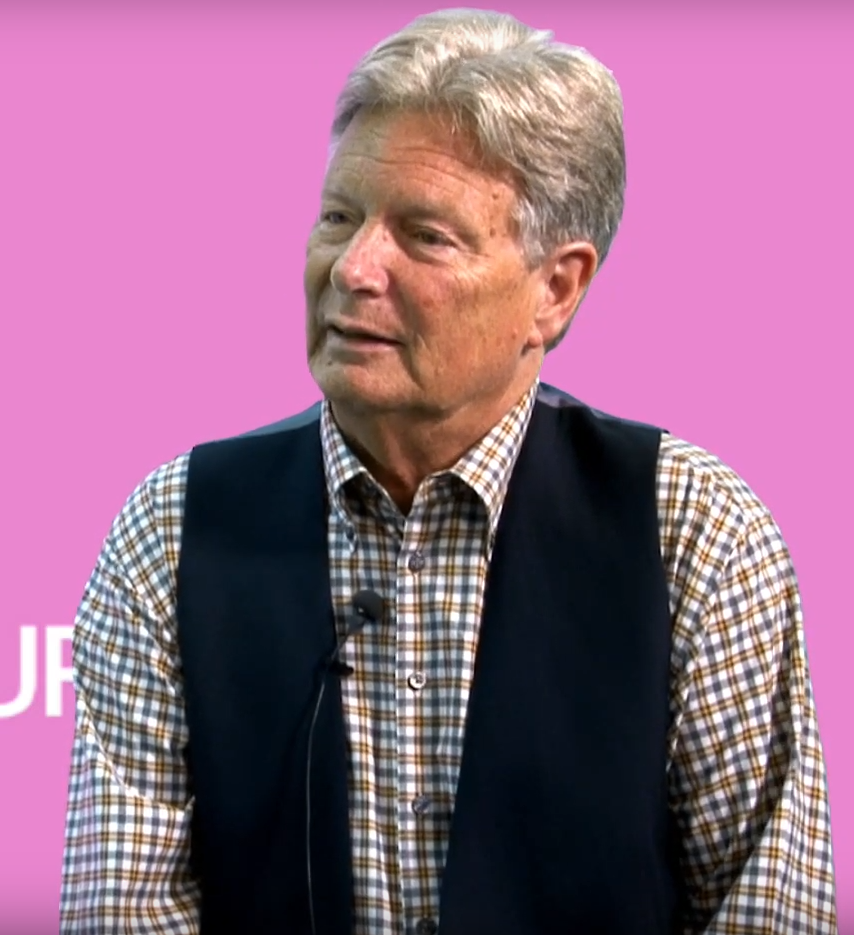
Marcus Rediker

Marcus Rediker (* 1951 in Owensboro, Kentucky) ist ein US-amerikanischer Historiker und Professor an der University of Pittsburgh.

## Leben
Rediker wuchs in Nashville und Richmond auf. Er studierte an der Vanderbilt University, verließ aber die Schule, um für drei Jahre in einer Fabrik zu arbeiten. 1976 machte er seinen Bachelor-Abschluss an der Virginia Commonwealth University. Seinen Master absolvierte er an der University of Pennsylvania, wo er auch promoviert wurde. Von 1982 bis 1994 lehrte er an der Georgetown University. Aktuell ist er Distinguished Professor of Atlantic History an der University of Pittsburgh.

## Forschung, Publikationen und Auszeichnungen
Redikers Fokus liegt auf dem Atlantischen Sklavenhandel, dem Zusammenhang von Seefahrerei, Sklaverei und Arbeit im Atlantischen Raum, der Europa, Westafrika und Amerika umfasst. Er erforscht hier die Lebenswelt von Piraten, Sklaven und Seeleuten. Sein Schaffen umfasst zwölf Bücher, an denen er als Autor oder Herausgeber beteiligt war. Seine Schriften wurden in mehrere Sprachen übersetzt. Größere Aufmerksamkeit im deutschsprachigen Raum erlangte er mit dem gemeinsam mit Peter Linbaugh verfassten Buch Die vielköpfige Hydra. Die verborgene Geschichte des revolutionären Atlantiks, das 2008 in Deutsch erschien. Die beiden Autoren wurden mit dem International Labor History Award ausgezeichnet. Für sein 2007 veröffentlichtes Buch The Slave Ship: A Human History wurde Rediker 2008 mit dem George Washington Book Prize ausgezeichnet. Die deutschsprachige Übersetzung erschien 2023.
Neben seinen Forschungen und Publikationen setzt sich Rediker für soziale Gerechtigkeit, Frieden und gegen die Todesstrafe ein.

## Schriften (Auswahl)
- Between the Devil and the Deep Blue Sea. Merchant Seamen, Pirates, and the Anglo-American Maritime World, 1700–1750, Cambridge University Press, New York 1987.
- mit Peter Linebaugh: The Many-Headed Hydra. Sailors, Slaves, Commoners, and the Hidden History of the Revolutionary Atlantic, Beacon Press, Boston 2000, ISBN 978-0-8070-5007-1.
  - deutschsprachige Ausgabe: Die vielköpfige Hydra. Die verborgene Geschichte des revolutionären Atlantiks, Assoziation A, Berlin 2008, ISBN 978-3-935936-65-1 (dort auch Neuauflage 2022, ISBN 978-3-86241-489-5).
- The Slave Ship: A Human History, Viking, New York 2007.
  - deutschsprachige Ausgabe: Das Sklavenschiff. Eine Menschheitsgeschichte. Aus dem Englischen von Sabine Bartel, Assoziation A, Berlin 2023, ISBN 978-3-86241-499-4.
- Outlaws of the Atlantic. Sailors, Pirates, and Motley Crews in the Age of Sail, Verso, London 2014.
  - deutschsprachige Ausgabe: Gesetzlose des Atlantiks. Piraten und rebellische Seeleute in der frühen Neuzeit, Mandelbaum Verlag, Wien 2017, ISBN 978-3-85476-664-3.
- The Fearless Benjamin Lay: The Quaker Dwarf Who Became the First Revolutionary Abolitionist, Beacon Press, Boston 2017, ISBN 978-0-8070-3592-4 (Neuauflage Verso, London 2023, ISBN 978-1-78663-472-6).
- mit David Lester und Paul Buhle: Prophet Against Slavery: Benjamin Lay, A Graphic Novel, Beacon Press, Boston 2021, ISBN 978-0-8070-8179-2.
- Freedom Ship. The Uncharted History of Escaping Slavery by Sea, Pengion Random House 2025, ISBN 978-0-5255-5834-7.